# یواس‌اس فاولر (دی‌ئی-۲۲۲)

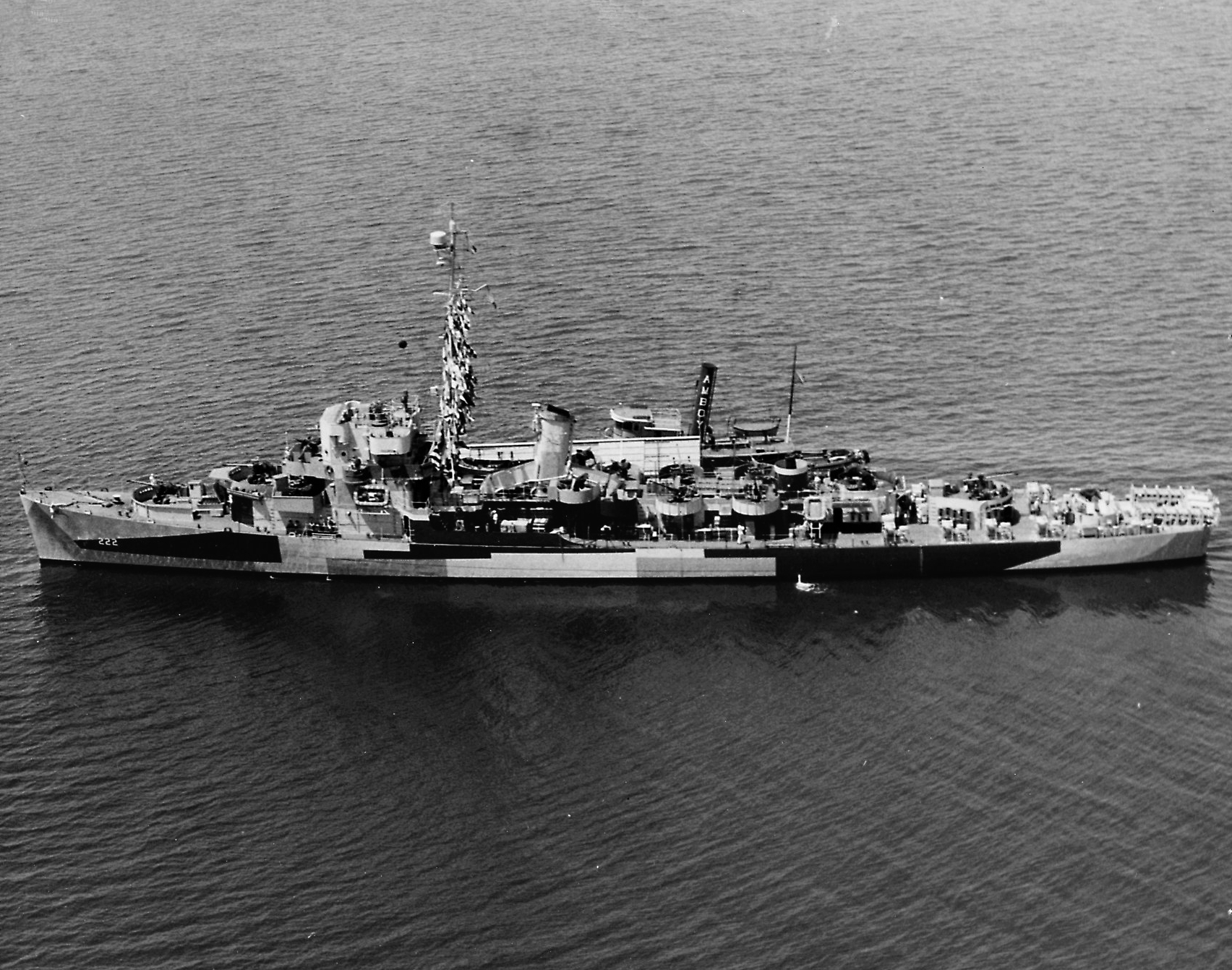
ایالات متحده آمریکا. ناوشکن نیروی دریایی USS Fowler (DE-222) را در لنگر در خلیج سندی هوک، نیوجرسی (ایالات متحده آمریکا)، در 22 ژوئیه 1944 اسکورت کرد، در حالی که مهمات را از لنج ها در انبار مهمات دریایی ارل بارگیری می کرد. او در استتار Measure 32، طراحی 3D اصلاح شده نقاشی شده است.￼

یواس‌اس فاولر (دی‌ئی-۲۲۲) (به انگلیسی: USS Fowler (DE-222)) یک کشتی بود که طول آن ۳۰۶ فوت (۹۳ متر) بود. این کشتی در سال ۱۹۴۳ ساخته شد.